# Villaggio della Rivoluzione Fascista
L'ex Villaggio della Rivoluzione Fascista è un'opera architettonica, ispirata al canone dell'architettura razionalista, realizzata nella periferia ovest di Bologna su progetto dell'architetto Francesco Santini.

## Storia

### Antefatti
Tra il 1925 e il 1927 venne costruito il complesso sportivo dello Stadio Littoriale, allora situato nell'estrema periferia di Bologna, l'odierna zona Costa-Saragozza. La presenza di un nuovo, grande polo sportivo e anche fieristico fece rivalutare immediatamente i terreni posti nelle vicinanze, all'epoca ancora essenzialmente agricoli. Questa opportunità era stata prevista da alcuni gerarchi locali, che promossero la costruzione di un nuovo quartiere allo scopo di dare prestigio al movimento fascista.

### La cooperativaLittoriale
Nel 1928 venne costituita una cooperativa edilizia, Il Littoriale, fra i cui sostenitori era presente il parlamentare Angelo Chiarini, oltre che il podestà Leandro Arpinati. Obiettivo della cooperativa era di edificare un grande quartiere residenziale nell'area ancora non edificata posta tra lo stadio e le prime presenze urbane. In particolar modo, le vicende speculative riguardarono i terreni della ex villa De Lucca, già di proprietà della società belga dei tram di Bologna, acquisiti precedentemente da una sua controllata.
Tuttavia, per cause mai del tutto chiarite, la cooperativa fallì, mentre dell'ambizioso progetto venne innalzato un solo grande edificio su via Andrea Costa. Il palazzo, rimasto a memoria della fallita operazione speculativa, venne soprannominato ironicamente dalla popolazione palazzo del Re, mentre i gerarchi fascisti coinvolti nell'iniziativa caddero in discredito.

### L'intervento IACP
Per risolvere la situazione venne richiesto l'aiuto del federale Cesare Colliva, il quale fece pressione all'Istituto Fascista Case Popolari. Dopo alcune trattative lo IFACP alla fine accettò, rilevando i terreni dalla cooperativa (nel frattempo ribattezzata la Pineta) nel 1935. Il nuovo progetto, eseguito dall'architetto Francesco Santini, prevedeva un insediamento composto da undici villini bifamiliari con giardini, e altri cinque fabbricati da otto o sedici appartamenti; il nuovo villaggio venne intitolato alle "famiglie dei caduti, feriti, mutilati per la causa della rivoluzione fascista", e destinato alle famiglie dei reduci, caduti e mutilati della prima guerra mondiale e della Guerra d'Etiopia.
Il complesso venne edificato a partire dal 1936 e inaugurato il 15 giugno 1938; nonostante la propaganda di regime pubblicizzasse il nuovo quartiere come un intervento di edilizia popolare, era chiaro già allora che gli alloggi di tipo signorile erano destinati ai vertici fascisti e ai loro seguaci. La realizzazione venne celebrata come rappresentazione illustre del fascismo bolognese, per via dell'unità architettonico-stilistica del complesso e l'immagine di decoro urbano declinata secondo i modelli della città-giardino.
Correlata all'intervento dello IFACP, era stata proposta una variante al piano regolatore, la quale prevedeva un sistema più integrato della viabilità; in particolare, erano stati pensati dei viali curvilinei che avrebbero assecondato il carattere da città giardino della zona, realizzando così un vero e proprio "quartiere del Littoriale". Tuttavia la variante, elaborata nel 1927, venne applicata solo in parte: nel 1939 fu aperta una strada che collegava l'arco del Meloncello a via Sant'Isaia (odierna Andrea Costa) e battezzata "via delle Camicie Nere"; dopo la guerra venne intitolata alla partigiana Irma Bandiera. Per evidenziare lo spirito fascista del nuovo quartiere infatti, le strade dei dintorni assunsero nomi emblematici del regime, come "via del legionario" o "via dello squadrista", sostituiti nel Dopoguerra con le intitolazioni ai caduti partigiani.

### Sviluppi successivi
Il complesso residenziale dopo la caduta del fascismo rimase allo IACP di Bologna; non subì importanti interventi se non la costruzione di un nuovo edificio posto al centro, anch'esso dal vago aspetto tardo-razionalista. Solo successivamente lo IACP, poi trasformato in ACER (Azienda Casa Emilia Romagna), cominciò a vendere parte del patrimonio edilizio. Di conseguenza, con i successivi interventi di rinnovo e manutenzione, precedentemente coordinati dall'ente pubblico, le caratteristiche di uniformità vennero in parte perse. Nonostante ciò l'assetto attuale del quartiere rimanda ancora a quell'omogeneità originale come progettata da Santini.

## Descrizione
Nonostante fosse stato presentato come un intervento di edilizia popolare, il cosiddetto "quartiere dei gerarchi" fu dotato di standard abitativi superiori rispetto alla media di quelli solitamente realizzati dall'IFACP, e le abitazioni furono assegnate ai favoriti del regime. Il villaggio è considerato come uno dei migliori interventi pianificati dell'epoca, con le caratteristiche proprie della città-giardino, oltre che uno dei migliori interventi in stile razionalista a Bologna. Al giorno d'oggi rimane uno degli esempi più identificativi dell'architettura fascista in città.

### Caratteristiche architettoniche
Il Villaggio è composto da 56 alloggi in fabbricati di quattro piani, più 11 palazzine bifamiliari e un asilo nido. I cinque edifici residenziali di carattere semi-intensivo si affacciano sull'esterno, verso le vie Andrea Costa e Irma Bandiera. All'interno, tra i viali curvilinei si trovano invece le abitazioni bifamiliari, a due piani più un seminterrato e dotate di autorimessa e balconi.
Il complesso si caratterizza per la presenza di elementi formali tardo razionalisti, come le forme nette e i tetti piani, associati ad una costruzione semplice e modulare. L'articolazione volumetrica e l'utilizzo di colori chiari sono ripresi dal Movimento Moderno, pur tramite la reinterpretazione data da Santini. Queste caratteristiche contribuiscono a distaccare l'intervento dall'ambiente urbano circostante, mentre al suo interno ne deriva una spiccata uniformità estetica e formale. A sottolineare la portata ideologica dell'operazione, fu dato rilievo all'uso del calcestruzzo armato come moderno materiale da costruzione, sebbene fosse stato utilizzato in minima parte.

### Dotazione verde
Le aree verdi occupano l'80% della superficie del complesso, qualificandolo come una vera e propria città-giardino dalla bassa densità edilizia. Inoltre, le zone verdi furono progettate contestualmente alle abitazioni, mentre le essenze arboree e vegetali già presenti furono preservate: il parco della ex villa De Lucca infatti era caratterizzato da numerosi pini.